# Α-氨基己二酸
α-氨基己二酸（英語：α-Aminoadipic acid）是代谢赖氨酸和酵母氨酸的α-氨基己二酸途径的中间产物，由氨基己二酸氨基转移酶催化高异柠檬酸生成，再由氨基乙二酸还原酶还原为阿離胺酸。
2013年的一项研究确定了α-氨基己二酸是糖尿病发展的一种新型预测因子，可作为人类体内葡萄糖体内稳态的调节剂。